# Czermno-Kolonia
Czermno-Kolonia – wieś w Polsce położona w województwie świętokrzyskim, w powiecie koneckim, w gminie Fałków.
| SIMC    | Nazwa     | Rodzaj                  |
| ------- | --------- | ----------------------- |
| 1017304 | Dąbrowa   | część wsi               |
| 0539124 | Leszczyny | przysiółek (do 2023 r.) |
| 1017468 | Zasadzie  | część wsi               |

W latach 1975–1998 miejscowość administracyjnie należała do województwa piotrkowskiego.
W 2011 miejscowość liczyła 224 mieszkańców.
Wierni Kościoła rzymskokatolickiego należą do parafii Nawiedzenia Najświętszej Maryi Panny i św. Mikołaja w Czermnie.